# Survivor Series (1992)
Survivor Series (1992) — щорічне pay-per-view шоу «Survivor Series», що проводиться федерацією реслінгу WWE. Шоу відбулося 25 листопада 1992 року в Richfield Coliseum у Огайо, (США). Це було 6 шоу в історії «Survivor Series». Вісім матчів відбулися під час шоу та ще один перед показом.